# Chartreuse swizzle
Le Chartreuse swizzle est un cocktail tiki composé de Chartreuse verte, de falernum, de jus d'ananas et de jus de citron vert. Inventé en 2003 par le barman américain Marcovaldo Dionysos du bar à cocktail Harry Denton's Starlight Room de San Francisco, ce cocktail est depuis devenu un classique moderne. Il est reconnu comme cocktail officiel par l'International Bartenders Association depuis 2024,.

## Histoire
Le barman de San Francisco, Marcovaldo Dionysos, a inventé le Chartreuse swizzle en 2003. Dionysos avait participé à un concours de cocktails sponsorisé par Chartreuse chaque année depuis 1999, se classant parmi les trois premiers finalistes pendant quatre années consécutives. Il hésitait à participer au concours de 2003 jusqu'à ce qu'un organisateur l'encourage à revenir ; en conséquence, il a conçu le Chartreuse swizzle, qui lui a valu la première place et un vélo de montagne Fuji comme prix.
La chartreuse était devenue populaire parmi les barmans de San Francisco au début des années 2000, lors du mouvement des cocktails artisanaux, mais elle était rarement vue dans les cocktails tiki. Dionysos se souvenait avoir lu sur le falernum de velours, un ingrédient obscur à l'époque, et a été inspiré pour combiner les deux ingrédients dans un cocktail tropical. Il s'est également inspiré d'autres boissons « swizzle », généralement à base de rhum, qui sont mélangées avec un bâtonnet à cocktail pour obtenir une dilution uniforme et une texture légèrement mousseuse,.
Après que le Chartreuse Swizzle ait remporté le concours, Dionysos a ajouté la boisson au menu du Harry Denton's Starlight Room, le bar où il travaillait à l'époque. Il a été bien accueilli, mais il n'a pas attiré l'attention nationale avant 2008, lorsqu'il a été ajouté au menu du restaurant Clock Bar du célèbre chef Michael Mina à San Francisco. Le soir de l'ouverture du restaurant, Mina a demandé à Dionysos, qui avait été choisi comme directeur du bar, un Grey Goose on the rocks, mais Dionysos lui a plutôt présenté un Chartreuse Swizzle ; le cocktail a immédiatement séduit Mina et le directeur des boissons du restaurant, et il est rapidement apparu au menu. Le cocktail a continué à apparaître sur les menus des restaurants de Mina partout dans le monde, contribuant à son essor international rapide en 2010,.
Avec le Last Word, le Chartreuse Swizzle a été crédité d'un regain de popularité et de ventes pour la Chartreuse au début des années 2000,,.

## Réception
Dans un article de 2021 pour Robb Report, Jason O'Bryan écrivait : « S'il existait un prix Nobel pour les cocktails, Marcovaldo Dionysos le remporterait. C'est une boisson novatrice, voire avant-gardiste, tout en étant brillante par sa simplicité. » Il qualifiait la Chartreuse de « choix fou » comme alcool de base, ajoutant : « Les moines chartreux, qui ont inventé la Chartreuse dans les Alpes françaises enneigées en 1737, n'avaient probablement jamais vu d'ananas, mais le jus d'ananas et la Chartreuse se marient pourtant à merveille. »
Une recette de Robert Simonson dans le Washington Post décrit le cocktail comme « brillant, complexe et surprenant », notant que Dionysos attribue le succès de la boisson « à sa simplicité (seulement quatre ingrédients) et à la popularité croissante des cocktails Chartreuse et tiki ».